# Saint-Vincent-de-Connezac
 Saint-Vincent-de-Connezac  es una población y comuna francesa, situada en la región de Aquitania, departamento de Dordoña, en el distrito de Périgueux y cantón de Neuvic (Dordoña).

## Demografía
| 520 | 546 | 511 | 432 | 403 | 439 |
| Para los censos de 1962 a 1999 la población legal corresponde a la población sin duplicidades (Fuente: INSEE [Consultar]) |     |     |     |     |     |